# Kortana
Majkrosoft Kortana (engl. Microsoft Cortana) predstavlja vašu inteligentnu ličnu asistentkinju koja je na početku bila dostupna samo na Windows 10 računarima, ali se kasnije njeno polje dostupnosti proširilo i na: Windows 10 mobajl-u, Android-u, iOS-u i Xbox OS-u. Dobila je naziv po Kortani (engl. Cortana), karakteru zasnovanom na veštačkoj inteligenciji u Majkrosoft Halo video igri kome je Džen Tejlor pozajmila glas. Kortana je prezentovana po prvi put na Majkrosoft Bild Developer (engl. Microsoft Build Developer) konferenciji od 2. do 4. aprila 2014. u San Francisku. Ona je izbačena kao ključni deo Majkrosoftove adaptacije za buduće operativne sisteme za Windows telefon i Microsoft Windows. Njena glavna uloga je da vam se nađe pri ruci kad god vam nešto zatreba, da vam olakša stvari i rastereti vas pamćenja svakodnevnih obaveza. Ona vam je uvek na raspolaganju i jedini zahtev za njeno korišćenje je pristup internetu, kao i naravno Windows telefon 8.1 platforma. Zemlje u kojima je dostupna Kortana su: Australija, Kanada, Kina, Indija, Ujedinjeno Kraljevstvo i Sjedinjene Američke države.
| Jezik               | Region           | Verzija          |
| ------------------- | ---------------- | ---------------- |
| Engleski            | SAD              | Beta             |
| Engleski            | Velika Britanija | Alfa (samo u WP) |
| Engleski            | Kanada           | Alfa (samo u WP) |
| Engleski            | Australija       | Alfa (samo u WP) |
| Engleski            | Indija           | Alfa (samo u WP) |
| Nemački             | Nemačka          | Alfa             |
| Italijanski         | Italija          | Alfa             |
| Španski             | Španija          | Alfa             |
| Francuski           | Francuska        | Alfa             |
| Mandarinski Kineski | Kina             | Beta             |

## Istorija
Razvoj Kortane je počeo 2009. godine od strane Bing (engl. Bing) istraživačkog i razvojnog tima koji je u to vreme bio pod nadzorom Satija Nedela, dok je projekat započeo Zig Serafin u nastojanju da ujedini Majkrosoftove različite govorne projekte, okupljajući različite naučnike iz celog Majkrosofta. Da bi Majkrosoft znao kako da razvije digitalnog asistenta, intervjuisali su stvarne personalne asistente i razvili funkcuje „beležnice“ bazirane na osnovu dodatnih informacija koje su sakupili.

## Namena i funkcije
Namena Kortane je da olakša rad na telefonu. Funkcije koje poseduje Kortana su mnogobrojne. Samo joj recite i ona će vam pomoći da obavite mnogo toga, bilo to da obavite neki poziv, pokupite stvari sa čišćenja, da čestitate nekom rođendan ili da vam jednostavno ispriča neki vic. Takođe, tu je i opcija da Kortana može slušati vaš govor i ukoliko vam je telefon zaključan.
Od Lumija Denim serije koja je izašla u oktobru 2014. godine aktivno slušanje je dodato u Kortanu omogućavajući da se aktivira sa frazom: „Hej Kortana“, čak i ako je telefon udeljen od vas bez potrebe da se dodirne. Nakon što se ključne reči izgovore, Kortanu možete normalno kontrolisati za zadatke kao što je postavljanje podsetnika, postavljanje pitanja i pokretanje aplikacija.

### Beležnica
„Beležnica“ je mesto gde će vam se lični podaci, kao što su interesi, podaci o lokaciji, podsetnici i kontakti čuvati za pristup od strane Kortane. Većina verzija Kortane uzima formu od dva ugnježdena animirana kruga. Krugovi su animirani da označe odeđene aktivnosti kao što su pretraživanje ili razgovor. Kortana ima opciju „ne uznemiravaj“, to je režim u kojem korisnici mogu navesti „tihe sate“, nešto što je već dostupno za korisnike Windows telefona 8.1. Korisnici mogu podesiti da Kortana poziva korisnike po njihovim imenima ili nadimcima. Od aprila 2015. godine Kortana je onemogućena za korisnike mlađe od 13 godina. Kortana je regijski specifična i prilagođava svoj glas da odgovara svakodnevnom jeziku, kulturi i govornom području države u kojoj njen korisnik živi. Kortana se takođe lokalizuje u skladu sa potrebama svog korisnika, tako da će prikazati relevantne informacije o oblastima kao što su lokalni sportski timovi, poslovi, TV serije i berza.

## Osnovne funkcije za početak korišćenja
Neki od osnovnih zadataka za početak korišćenja mogu biti: Koliko imaš godina (engl. How old are you?), Odakle dolaziš? (engl. Where are you from?), Ispričaj mi nešto smešno (engl. Tell me a joke), Pozovi nekoga na kućni broj (engl. Make a call to someone at home), Pošalji poruku sestri (engl. Text sister ), Pošalji majci poruku: pozovi me (engl. Text mum: Call me), Stavi plivanje u moj kalendar za danas (engl. Put swimming on my calendar for today), Šta imam sledeće? (engl. What do I have next?), Šta je u planu za ovaj vikend? (engl. What’s happening this weekend?). Može vam služiti i kao podsetnik za neke stvari koje je neophodno da uradite, npr: Podseti me da zalijem cveće kad stignem kući (engl. Remind me to water the plants when I get home), Kada me pozove prijatelj, podseti me da mu čestitam na novom poslu (engl. When friend calls, remind me to congratulate him on his new job). Možete i podesiti alarme: Probudi me u šest sati ujutru (engl. Wake me up at 6 am), Probudi me za dvadeset minuta (engl. Wake me up in 20 minutes). Funkcije vezane za muziku su npr: Pusti muzički plejer (engl. Play music player), Pusti izvođače (engl. Play artists), Pusti neku džez muziku (engl. Play some jazz), Pusti album Loud (engl. Play album Load), Koja je ovo pesma? (engl. What song is playing?). Može vam pomoći i pri orijentaciji i snalaženju u nepoznatim predelima. Uvek vas može obavestiti gde se trenutno nalazite, gde se nalazi vaše radno mesto, kao i mnoge druge stvari koje joj prvo definišete.
Neke od opcija za mape i putokaze su: Pronađi put do hotela Metropol (engl. Get me directions to the hotel Metropol ), Gde se nalazim? (engl. Where am I? ), Kakvo je stanje u saobraćaju na putu do kuće? (engl. What’s traffic like on the way to home? ). Kortana vas može i odvesti do mesta na koje želite da odete: Da li ima neki KFC blizu mene? (engl. Is there KFC near me?), Pronađi mesta gde mogu sada da kupim picu koja je jeftina? (engl. Find a cheap pizza place that’s open now?), Da li je kafe San otvoren vikendom? (engl. Is Caffe Dream open on weekends?). Veoma interesantna i korisna funkcija koju poseduje je i vremenska prognoza i mogućnost informisanja o temperaturama u gradovima širom sveta. Možete joj zadati komande kao što su: Da li će padati kiša ovog vikenda? (engl. Will it rain this weekend?), Kakvo će vreme biti danas? (engl. What’s the weather today?), Da li je toplo u Parizu sada? (engl. Is it hot in Paris right now?).
Od Kortane možete saznati i neke činjenice iz sveta, na koje će vam dati precizan i tačan odgovor. Možete je pitati ko je predsednik neke države, gde se nalazi neka znamenitost, ko je najviši čovek na svetu, ko je izumeo nešto. Sportski rezultati i novosti su nešto što uvek možete saznati, podatke o nekim novostima u svetu šou-biznisa i drugo. Može vam odraditi i konverziju valuta, izračunati koliko bi trebalo nešto da platite i ostalo. Ova mala ali izuzetno korisna pomoć vam se uvek može nalaziti u džepu, instalirana na vašem telefonu, spremna da vam pomogne u svakom trenutku.
Iako je populacija već u fazi kada se duboko zašlo u implementiranje ovih pomoćnika u mobilne uređaje, oni nam ne mogu dati uvek odgovor koji je stoprocentno tačan. Dešava se da pogreše, a teži se ka tome da se usavrše i da u budućnosti predstavljaju nezaobilaznog i neophodnog saputnika. Siri i Gugl nau su lični asistenti koji se već određeno vreme uveliko koriste od strane vlasnika telefona sa Android i iOS operativnim sistemima, a ozbiljna konkurencija je stigla u obliku Kortane, asistenta za telefone koji rade na Windows telefonima 8.1 OS.Već neko vreme Windows mobilni uređaji pokušavaju pronaći svoje mesto pored veoma jakih konkurenata, a borba će im uz Kortanu, ličnog asistenta biti olakšana.

## Spoljašnje veze
Upoznajte Kortanu za Windows telefon